# Association des Guinéens de France
 (décembre 2023).
L'Association des Guinéens de France est l'un des deux groupes d'opposition guinéens en exil en France sous le régime de Sékou Touré. Comme son homologue, le Front de libération nationale de Guinée, l'association est composée principalement de ministres exilés et de diplômés universitaires, mécontents du régime de Touré.